# Aleja Wojska Polskiego w Warszawie
Aleja Wojska Polskiego – ulica w dzielnicy Żoliborz w Warszawie.

## Opis

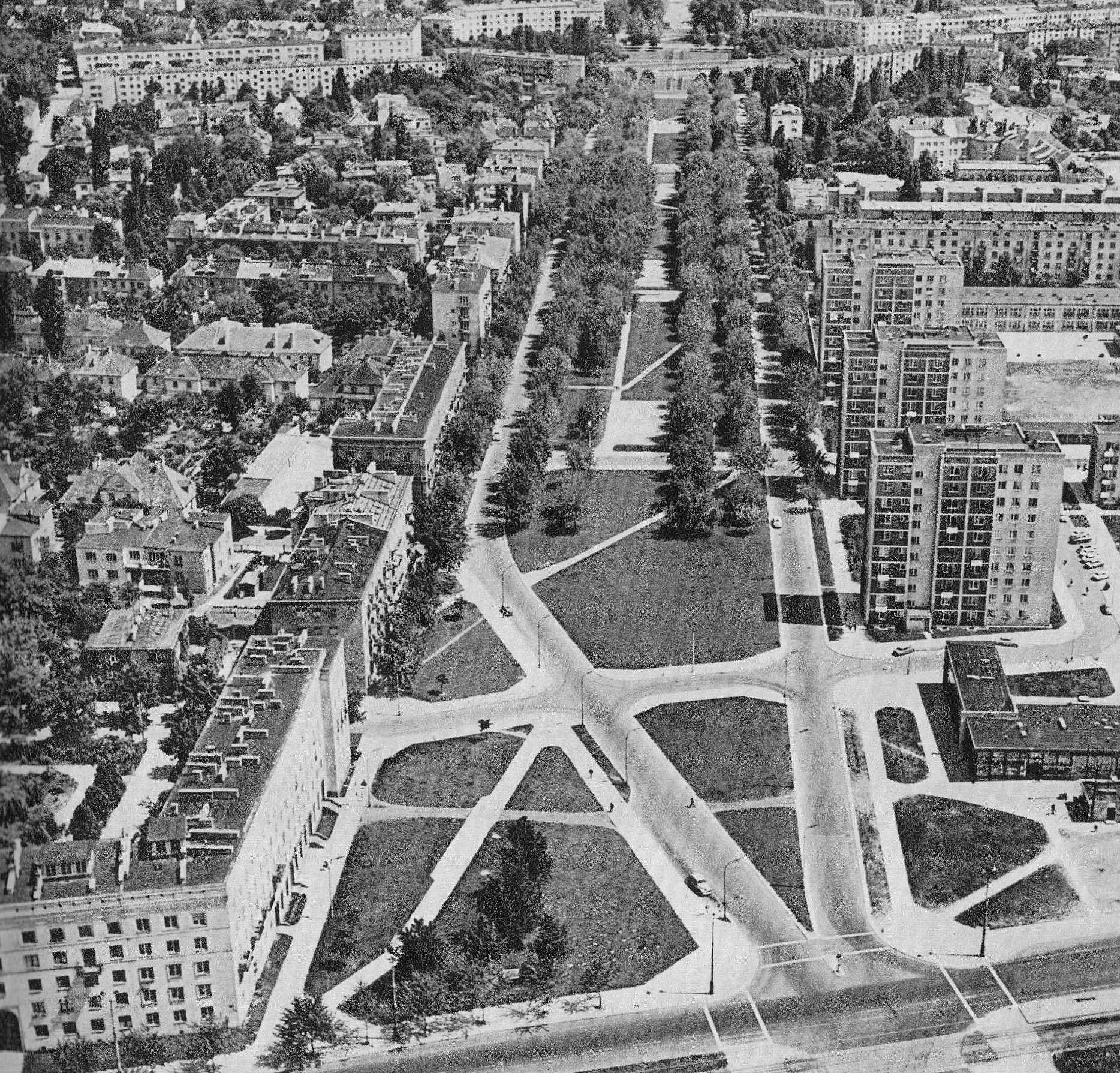
Al. Wojska Polskiego w latach 60. XX wieku

Aleję zaprojektował w latach 20. XX wieku Antoni Jawornicki. Aleja Wojska Polskiego miała połączyć plac Gwardii na Cytadeli z placem Grunwaldzkim. Od 1923 wzdłuż niej zaczęła powstawać luźna zabudowa willowa i jednopiętrowa.
Nazwa alei została nadana uchwałą Rady Miejskiej Warszawy z dnia 27 września 1926.
Aleja rozpoczyna się od ulicy Ludwika Mierosławskiego, dalej biegnie przez plac Inwalidów do placu Grunwaldzkiego. Posiada dwie jezdnie, po jednym pasie ruchu każda, które są od siebie oddzielone bardzo szerokim pasem zieleni. Była to najszersza ulica w przedwojennej Warszawie (ok. 80 metrów).
W okresie okupacji niemieckiej ulicy nadano nowe nazwy: polską aleja Sportowa i niemiecką Sportallee. Mieszkańcy nie używali jednak tych nazw.
Podczas II wojny światowej częściowemu zniszczeniu uległa zabudowa przy narożu placu Inwalidów oraz między ulicami: Felińskiego i Stołeczną (obecnie ul. ks. Jerzego Popiełuszki).
W latach 1955–1961 zaczęto wznosić wzdłuż niej piętrowe budynki.
Układ alei, jej historyczna nawierzchnia oraz zieleń w okolicy placu Inwalidów wpisane są do gminnej ewidencji zabytków.

## Ważniejsze obiekty
- Pomnik Czynu Zbrojnego Polonii Amerykańskiej
- Pomnik gen. Stanisława Sosabowskiego w Warszawie
- Pomnik I Dywizji Pancernej
- Pomnik Witolda Pileckiego
- zabytkowy dom nr 29 (ok. 1928)
- poterna (tunel) z Cytadeli – al. Wojska Polskiego/pl. Inwalidów

## Mieszkańcy
- Artur Oppman – pułkownik Wojska Polskiego, poeta, publicysta, pamiętnikarz, mieszkał pod nr 11
- Kazimierz Jeżewski – pedagog, twórca Towarzystwa Gniazd Sierocych, mieszkał przy pod nr 20 w latach 1940–1948
- Konrad Millak – pułkownik Wojska Polskiego, historyk weterynarii, mieszkał pod nr 23 w latach 1929–1969
- Witold Zawadowski – pułkownik Wojska Polskiego, profesor doktor medycyny, pionier polskiej szkoły radiologicznej, mieszkał pod nr 3 w latach 1941–1980
- Krzysztof Komeda – pianista i kompozytor jazzowy, mieszkał przy pod nr 12 w latach 1961–1969